# Campionati europei di atletica leggera 2010 - 800 metri piani femminili
La competizione si è svolta tra il 27 ed il 30 luglio 2010.

## Record
Prima di questa competizione, il record del mondo (RM), il record europeo (EU) ed il record dei campionati (RC) sono i seguenti:
| Record                | Prestazione | Atleta                               | Data                                             | Competizione                                |
| --------------------- | ----------- | ------------------------------------ | ------------------------------------------------ | ------------------------------------------- |
| Record mondiale       | 1'53"28     | Jarmila Kratochvílová Cecoslovacchia | 26 luglio 1983 Monaco di Baviera, Germania Ovest |                                             |
| Record europeo        | 1'53"28     | Jarmila Kratochvílová Cecoslovacchia | 26 luglio 1983 Monaco di Baviera, Germania Ovest |                                             |
| Record dei campionati | 1'55"41     | Olga Mineyeva Unione Sovietica       | 8 settembre 1982 Atene, Grecia                   | Campionati europei di atletica leggera 1982 |

## Programma
| Data           | Ora   | Turno    |
| -------------- | ----- | -------- |
| 27 luglio 2010 | 20:10 | 1º turno |
| 30 luglio 2010 | 21:50 | Finale   |

## Risultati

### 1º turno
Passano in finale le prime 2 in ogni batteria (Q) e i migliori 2 tempi (q).

#### Batteria 1
| Pos. | Corsia | Nome              | Nazionalità | Tempo   | Note                                     |
| ---- | ------ | ----------------- | ----------- | ------- | ---------------------------------------- |
| 1    | 7      | Mariya Savinova   | Russia      | 1'59"71 | Q                                        |
| 2    | 2      | Yvonne Hak        | Paesi Bassi | 2'00"35 | Q                                        |
| 3    | 8      | Eglė Balčiūnaitė  | Lituania    | 2'01"19 |                                          |
| 4    | 6      | Marilyn Okoro     | Regno Unito | 2'01"33 | Miglior prestazione personale stagionale |
| 5    | 4      | Olga Cristea      | Moldavia    | 2'02"31 | Miglior prestazione personale stagionale |
| 6    | 1      | Sviatlana Usovich | Bielorussia | 2'02"74 |                                          |
| 7    | 5      | Elián Périz       | Spagna      | 2'03"55 |                                          |
| 8    | 3      | Olha Zavhorodnya  | Ucraina     | 2'03"58 |                                          |

#### Batteria 2
| Pos. | Corsia | Nome               | Nazionalità | Tempo   | Note                          |
| ---- | ------ | ------------------ | ----------- | ------- | ----------------------------- |
| 1    | 7      | Svetlana Klyuka    | Russia      | 1'58"89 | Q,                            |
| 2    | 3      | Jennifer Meadows   | Regno Unito | 1'58"90 | Q                             |
| 3    | 4      | Mayte Martínez     | Spagna      | 1'59"12 | q,                            |
| 4    | 5      | Lucia Klocová      | Slovacchia  | 1'59"31 | q,                            |
| 5    | 2      | Yuliya Krevsun     | Ucraina     | 1'59"44 |                               |
| 6    | 8      | Claudia Hoffmann   | Germania    | 2'01"19 |                               |
| 7    | 1      | Rose-Anne Galligan | Irlanda     | 2'01"76 | Miglior prestazione personale |
| 8    | 6      | Daniela Reina      | Italia      | 2'01"94 |                               |

#### Batteria 3
| Pos. | Corsia | Nome                 | Nazionalità | Tempo   | Note                                     |
| ---- | ------ | -------------------- | ----------- | ------- | ---------------------------------------- |
| 1    | 1      | Jemma Simpson        | Regno Unito | 1'59"18 | Q                                        |
| 2    | 4      | Lenka Masná          | Rep. Ceca   | 1'59"71 | Q,                                       |
| 3    | 8      | Elisa Cusma Piccione | Italia      | 1'59"80 |                                          |
| 4    | 7      | Nataliya Lupu        | Ucraina     | 2'00"50 |                                          |
| 5    | 2      | Eleni Filindra       | Grecia      | 2'00"88 | Miglior prestazione personale            |
| 6    | 3      | Angelika Cichocka    | Polonia     | 2'01"17 | Miglior prestazione personale            |
| 7    | 5      | Tatyana Andrianova   | Russia      | 2'01"23 |                                          |
| 8    | 6      | Irene Alfonso        | Spagna      | 2'01"61 | Miglior prestazione personale stagionale |

#### Sommario
| Pos. | Corsia | Nome | Nazionalità          | Tempo       | Note    |                                          |
| ---- | ------ | ---- | -------------------- | ----------- | ------- | ---------------------------------------- |
| 1    | 2      | 7    | Svetlana Klyuka      | Russia      | 1'58"89 | Q,                                       |
| 2    | 2      | 3    | Jennifer Meadows     | Regno Unito | 1'58"90 | Q                                        |
| 3    | 2      | 4    | Mayte Martínez       | Spagna      | 1'59"12 | q,                                       |
| 4    | 3      | 1    | Jemma Simpson        | Regno Unito | 1'59"18 | Q                                        |
| 5    | 2      | 5    | Lucia Klocová        | Slovacchia  | 1'59"31 | q,                                       |
| 6    | 2      | 2    | Yuliya Krevsun       | Ucraina     | 1'59"44 |                                          |
| 7    | 3      | 4    | Lenka Masná          | Rep. Ceca   | 1'59"71 | Q,                                       |
| 7    | 1      | 7    | Mariya Savinova      | Russia      | 1'59"71 | Q                                        |
| 9    | 3      | 8    | Elisa Cusma Piccione | Italia      | 1'59"80 |                                          |
| 10   | 1      | 2    | Yvonne Hak           | Paesi Bassi | 2'00"35 | Q                                        |
| 11   | 3      | 7    | Nataliya Lupu        | Ucraina     | 2'00"50 |                                          |
| 12   | 3      | 2    | Eleni Filindra       | Grecia      | 2'00"88 | Miglior prestazione personale            |
| 13   | 3      | 3    | Angelika Cichocka    | Polonia     | 2'01"17 | Miglior prestazione personale            |
| 14   | 2      | 8    | Claudia Hoffmann     | Germania    | 2'01"19 |                                          |
| 14   | 1      | 8    | Eglė Balčiūnaitė     | Lituania    | 2'01"19 |                                          |
| 16   | 3      | 5    | Tatyana Andrianova   | Russia      | 2'01"23 |                                          |
| 17   | 1      | 6    | Marilyn Okoro        | Regno Unito | 2'01"33 | Miglior prestazione personale stagionale |
| 18   | 3      | 6    | Irene Alfonso        | Spagna      | 2'01"61 | Miglior prestazione personale stagionale |
| 19   | 2      | 1    | Rose-Anne Galligan   | Irlanda     | 2'01"76 | Miglior prestazione personale            |
| 20   | 2      | 6    | Daniela Reina        | Italia      | 2'01"94 |                                          |
| 21   | 1      | 4    | Olga Cristea         | Moldavia    | 2'02"31 | Miglior prestazione personale stagionale |
| 22   | 1      | 1    | Sviatlana Usovich    | Bielorussia | 2'02"74 |                                          |
| 23   | 1      | 5    | Elián Périz          | Spagna      | 2'03"55 |                                          |
| 24   | 1      | 3    | Olha Zavhorodnya     | Ucraina     | 2'03"58 |                                          |